# Зміна парадигм
Змі́на паради́гм (англ. paradigm shift) — термін, вперше введений істориком науки Томасом Куном у книзі «Структура наукових революцій» (1962) р. для опису зміни базових посилок в рамках провідної теорії науки — (парадигми). Згодом термін став широко застосовуватися і щодо інших сфер людського досвіду.

## Цикли розвитку науки (за Т. Куном)
- Нормальна наука — кожне нове відкриття піддається поясненню з позицій пануючої теорії.
- Екстраординарна наука. Криза в науці. Поява аномалій — нез'ясовних фактів. Збільшення кількості аномалій призводить до появи альтернативних теорій. У науці співіснує безліч протиборчих наукових шкіл.
- Наукова революція — формування нової парадигми.

## Структура наукових революцій
«Структура наукових революцій» — невелика монографія, вперше видана в Чикаго (США) в 1962 р., була перекладена на багато мов. В 1970 р. в США вийшло її друге, доповнене видання. З тих пір з'явилося безліч публікацій, де так чи інакше інтерпретується, використовується, викладається або критикується концепція Куна. Список літератури, присвяченої розгляду поглядів Куна, містить не одну сотню назв.
У «Структурі наукових революцій» Кун розглядає розвиток науки як зміну в першу чергу «психологічних парадигм», поглядів на наукову проблему, що породжують нові гіпотези та теорії. Концепція в цілому не дала відповіді на багато питань, але вона рішуче порвала з рядом старих традицій і по-новому освітила назрілі проблеми в аналізі науки. Сміливість і новаторство роботи, яку саму по собі можна назвати «зрушенням парадигми», зумовили її популярність і породили численні суперечки.

## Теорія наукових революцій

### Парадигма
За визначенням Томаса Куна, даному в «Структурі наукових революцій», наукова революція — епістемологічна зміна парадигми.
 Під парадигмами я маю на увазі визнані всіма наукові досягнення, які протягом певного часу дають модель постановки проблем і їх рішень науковому співтовариству. (Т. Кун) 
Згідно з Куном, наукова революція відбувається тоді, коли вчені виявляють аномалії, які неможливо пояснити за допомогою універсально прийнятої парадигми, в рамках якої до цього моменту відбувався науковий прогрес. З точки зору Куна, парадигму слід розглядати не просто як поточну теорію, а як цілісний світогляд, в якому вона існує разом з усіма висновками, що витікають з неї.
Можна виділити, щонайменше, три аспекти парадигми:
- Парадигма — це найзагальніша картина раціональної будови природи, світогляд;
- Парадигма — це дисциплінарна матриця, що характеризує сукупність переконань, цінностей, технічних засобів і т.і., які об'єднують фахівців в дане наукове співтовариство;
- Парадигма — це загальновизнаний зразок, шаблон для вирішення задач-головоломок. (Пізніше, у зв'язку з тим, що це поняття парадигми викликало тлумачення, неадекватне тому, яке йому надавав Кун, він замінив його терміном «дисциплінарна матриця» і тим самим ще більше віддалив це поняття за змістом від поняття теорії і тісніше пов'язав його з механічною роботою вченого відповідно до певних правил.)

### Зміна парадигм
Конфлікт парадигм, що виникає в періоди наукових революцій, — це, насамперед, конфлікт різних систем цінностей, різних способів вирішення задач-головоломок, різних способів вимірюванні і спостереження явищ, різних практик, а не тільки різних картин світу.
Для будь-яких парадигм можна знайти аномалії, на думку Куна, які відкидаються у вигляді допустимої помилки або ж просто ігноруються і замовчуються (принциповий аргумент, який використовує Кун для відмови від моделі фальсифікації Карла Поппера як головного чинника наукового досягнення). Кун вважає, що аномалії скоріше мають різний рівень значимості для вчених в окремо взятий час. Наприклад, в контексті фізики початку XX століття, деякі вчені зіткнулися з тим, що завдання підрахувати апсиду Меркурія сприймалося ними як складніше, ніж результати експерименту Майкельсона-Морлі, а інші бачили картину аж до протилежного. Кунівська модель наукової зміни в даному випадку (і в багатьох інших) відрізняється від моделі неопозитивістів в тому, що акцентує значну увагу на індивідуальності учених, а не на абстрагуванні науки в чисто логічну або філософську діяльність.

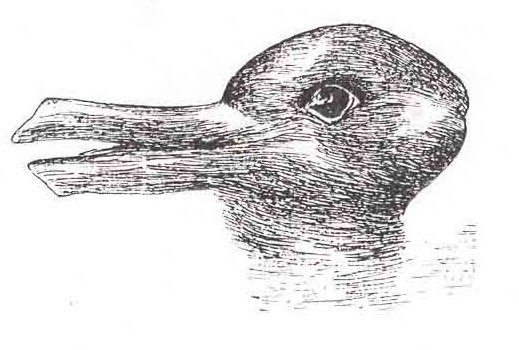
Кун пропонував оптичну ілюзію «заєць-качка» як приклад того, як зміна парадигми може змусити розглядати одну і ту ж інформацію зовсім іншим чином.

Коли накопичується достатньо даних про значущі аномалії, що суперечать поточній парадигмі, згідно з теорією наукових революцій, наукова дисципліна переживає кризу. Протягом цієї кризи випробовуються нові ідеї, які, можливо, до цього не бралися до уваги або навіть були відкинуті. Зрештою, формується нова парадигма, яка набуває власних прихильників, і починається інтелектуальна «битва» між прихильниками нової парадигми і прихильниками старої.
 Збільшення конкуруючих варіантів, готовність випробувати що-небудь ще, вираз явного невдоволення, звернення по допомогу до філософії і обговорення фундаментальних положень — все це симптоми переходу від нормального дослідження до екстраординарного. (Т. Кун) 
Прикладом з фізики початку XX століття може служити перехід від максвеллівського електромагнітного світогляду до ейнштейнівського релятивістського світогляду, який не відбувся ні миттєво, ні тихо, а замість цього стався разом із серією гарячих дискусій з наведенням емпіричних даних і риторичних і філософських аргументів з обох сторін. У підсумку, теорія Ейнштейна була визнана загальнішою. І знову, як і в інших випадках, оцінка даних і важливості нової інформації пройшли крізь призму людського сприйняття: деякі вчені захоплювалися простотою рівнянь Ейнштейна, тоді як інші вважали, що вони складніші, ніж теорія Максвелла. Аналогічно, деякі вчені знаходили зображення Еддінгтоном світла, яке огинає Сонце, переконливими, тоді як інші сумнівалися в їхній точності і інтерпретації. Найчастіше як сила переконання виступає саме час і природне зникнення носіїв старого переконання; Томас Кун в даному випадку цитує Макса Планка:
 Нова наукова істина не досягає тріумфу шляхом переконання своїх опонентів і їх прояснення, але це, скоріше, відбувається тому, що її опоненти зрештою вмирають і виростає нове покоління, з нею знайоме. (Т. Кун) 
Коли наукова дисципліна змінює одну парадигму на іншу, по термінології Куна, це називається «науковою революцією» або «зрушенням парадигми».
 Рішення відмовитися від парадигми завжди одночасно є рішення прийняти іншу парадигму, а вирок, що приводить до такого рішення, включає як співставлення обох парадигм з природою, так і порівняння парадигм одну з одною. (Т. Кун) 
В розмовній мові термін «зміна (або зсув) парадигми» використовується при описі часто радикальної зміни світогляду без відсилання до особливостей кунівскої історичної аргументації.

## Загальні положення
Деякі загальні положення теорії Куна можна підсумувати таким чином:
1. Рушійною силою розвитку науки є люди, що утворюють наукове співтовариство, а не щось, закладене в саму логіку розвитку науки;
2. Розвиток знання визначається зміною панівних парадигм, а не простим підсумовуванням знань, тобто відбуваються не тільки (і не стільки) кількісні, а й якісні зміни в структурі наукових знань;
3. Наука розвивається за принципом чергування періодів «нормальної» і «революційної» науки, а не шляхом накопичення знань та приєднання їх до вже наявних.

## Приклади змін парадигм в науці
Є ряд класичних прикладів для теорії Куна про зміну парадигм в науці. Найпоширеніша критика Куна з боку істориків науки, однак, полягає в твердженні, що спостереження чистої зміни парадигм можна розглядати тільки на досить абстрактному зрізі історії будь-якої теоретичної зміни.
Згідно з даними критичних зауважень, якщо поглянути на все в деталях, стає дуже важко визначити момент зміни парадигм, якщо не досліджувати лише педагогічні матеріали (такі, як підручники, вивчаючи які Кун і розробляв свою теорію). Наступні події потрапляють під визначення кунівської зміни парадигм:
- Зміна птолемеївської космології коперніковською.
- Об'єднання класичної фізики Ньютоном в зв'язний механістичний світогляд.
- Заміна максвеллівського електромагнітного світогляду ейнштейнівським релятивістським світоглядом.
- Розвиток квантової фізики, який перевизначив класичну механіку.
- Розвиток теорії Дарвіна про еволюцію шляхом природного відбору, що відкинув креаціонізм з позицій головного наукового пояснення різноманітності життя на Землі.
- Прийняття теорії тектонічних плит як пояснення великомасштабних геологічних змін.
- Прийняття теорії хімічних реакцій і окислювання Лавуазьє замість теорії флогістона (хімічна революція).
- Когнітивний напрямок у психології, що означав відхід від бихевіористського підходу до психологічних досліджень і перехід до вивчення когнітивних здібностей людини, як головного чинника для вивчення поведінки, і трансперсональний рух, запропоновано новий погляд на надособистісний досвід і людський розвиток.
- Теорія Джеймса Лавлока про біосферу як єдину живу органічну систему.
- Заміна в теорії Дарвіна концепції синхронної еволюції на асинхронну.

## Критика
К. Поппер критикував підхід Куна, як одну з різновидів філософського релятивізма. Поппер зазначає що, якщо історія розвитку астрономії добре вписується в цикли розвитку науки по Куну, то для еволюції теорії матерії і біологічних наук, його теорія не придатна. Наприклад, для теорії матерії існує три «парадигми», конкуруючі з часів античності: теорії безперервності, атомістичні теорії і група теорій, що намагаються синтезувати перші дві. Хоча Поппер і не заперечує існування періоду «нормальної науки», він вважає помилковим припущення що «в нормі» в науці завжди присутня одна домінуюча «парадигма». Так як між теоріями матерії завжди існувала конкуренція, яка вела до плідних дискусій.
Поппер так само вказує на те що перехід від механіки Ньютона до теорії відносності А. Ейнштейна, не є ірраціональним стрибком, і що обидві теорії мають безліч точок дотику (наприклад, рівняння Пуассона).
Ідею Куна, про те що раціональна наукова дискусія неможлива без прийняття спільного «каркаса» (сукупність основних принципів), Поппер характеризує як міф і помилку, яка є оплотом ірраціоналізму.

## Інші значення
Термін «зміна парадигм», або «зсув парадигм» (paradigm shift), іноді використовується в інших контекстах при описі великого зсуву в певному напрямку мислення — радикальну зміну особистих переконань, комплексних систем або організацій і т.і.
Наприклад:
- Сліпі від народження люди раптом починають бачити.
- Первісні племена раптом отримують в розпорядження нову технологію (див. фільм «Мабуть, боги з'їхали з глузду» як художню ілюстрацію).
- Зміна корпоративного курсу тощо.

Найчастіше даний термін використовується промоутерськими фірмами, в такому випадку, нерідко розглядається як нічого не значуще слово-паразит.